# School of the Air

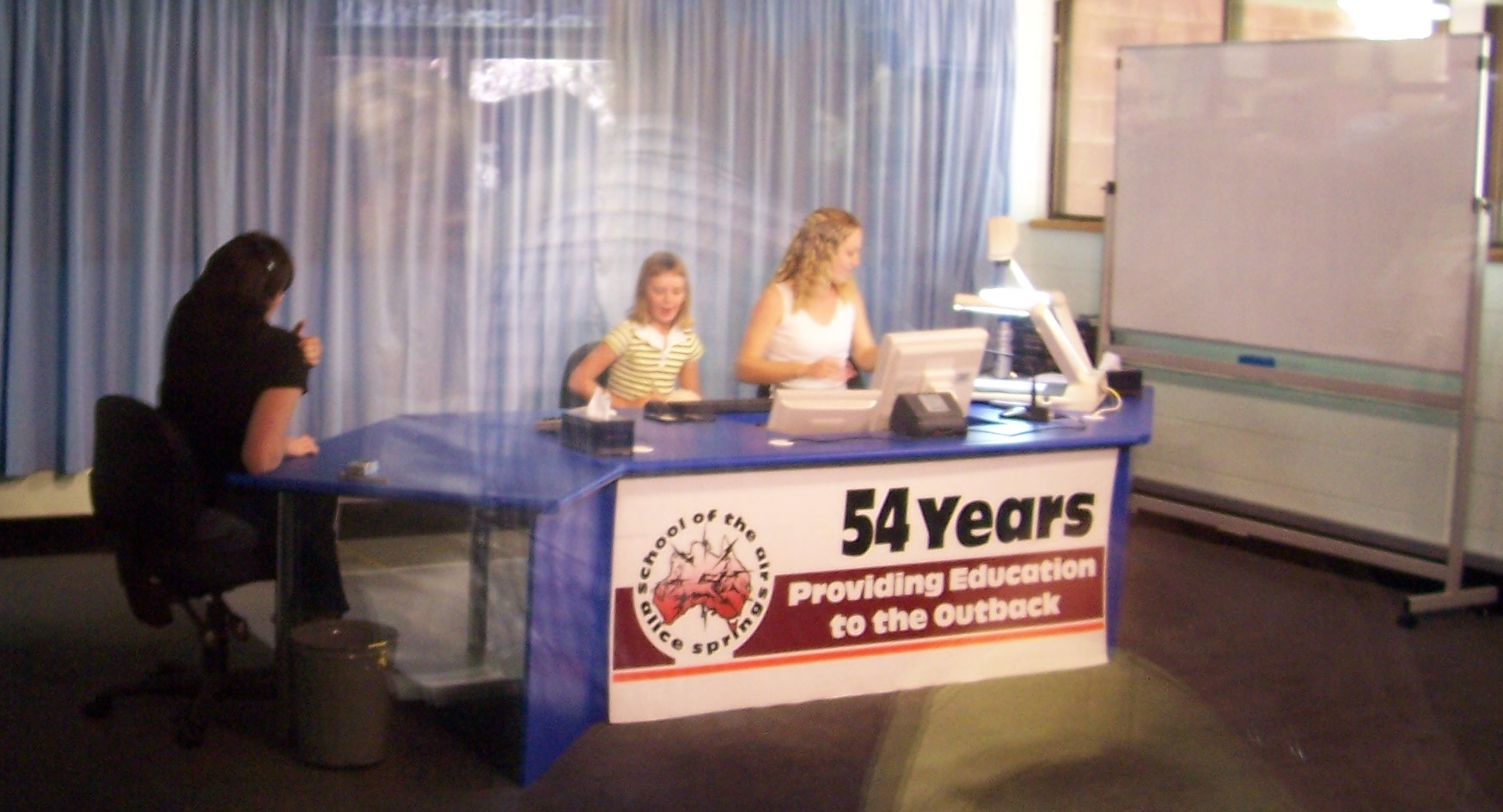
School of the Air-studio in Alice Springs

School of the Air is de naam van een aantal afstandsonderwijsscholen voor kinderen in het afgelegen outbackgebied en in het binnenland van Australië.
De School of the Air werd opgericht op 8 juni 1950. Van 1951 tot 2002 werden de lessen gegeven en gevolgd via de korte golfradio, maar recent hebben alle scholen het internet omarmd en worden de lessen via een webcamverbinding gegeven. Elke student heeft rechtstreeks contact met een leraar in de grotere steden van het gebied zoals Broken Hill, Alice Springs of Meekatharra. Gewoonlijk krijgt elke student ongeveer een uurtje per dag individuele of groepslessen van de leerkracht. De rest van de dag werkt hij de oefeningen af onder toezicht van een ouder, broer of zus.
Vroeger kregen de leerlingen hun schriftelijke oefeningen via de Royal Flying Doctors Service of via de Australische postdienst (die onregelmatig leverden). Maar sinds de uitbreiding van het internet naar de outback worden de oude methodes bijna niet meer gebruikt.
Vanwege het isolement van de kinderen speelt de School of the Air ook een sociale rol. Voor veel kinderen is het zo dat ze de eerste keer met andere kinderen buiten hun eigen familiekring in contact komen. Hierbij aansluitend is het weekje per jaar dat de kinderen naar hun school reizen om 7 dagen met hun leerkracht en klasgenoten door te brengen.
Er zijn meer dan 16 van deze scholen in Australië. De oudste hiervan is de Alice Springs School of the Air, die gemiddeld 120 leerlingen lager onderwijs onder haar hoede heeft, verspreid over 1.300.000 vierkante kilometer. Ongeveer 15% van de kinderen zijn Aboriginals.